# The GazettE
the GazettE, dříve Gazette (japonsky ガゼット, Gazetto), je japonská rocková skupina z Kanagawy, založená v březnu 2002. Skupina momentálně působí pod vydavatelstvím Sony Music Japan's VVV Records.

## Biografie

### 2002: Představení a první díla
Skupina byla zformována Rukim (zpěv), Uruhou (hlavní kytara) a Reitou (bass kytara) v roce 2002 v prefektuře Kanagawa. Tito tři se rozhodli, že Gazette bude jejich poslední skupina. Následně přijali Aoiho (rytmická kytara) a Juneho (bubny) z rozpadlé visual kei skupiny Artia.
Pod hlavičkou vydavatelství Matina vydali svůj první singl Wakaremiči (japonsky 別れ道, v překladu Křižovatky) a 30. dubna 2002 své první hudební video. Do září vydali Kičiku kjóši (32sai dokušin) no nósacu kóza a jejich druhé PV. V říjnu odehráli první sólo vystoupení živě. Na Vánoce byl vydán soubor pěti písní Jógenkjó spolu s písní Okuribi.

### 2003–2004: Nový bubeník,Cockayne SoupaDisorder
Začátkem roku 2003 June opustil skupinu a byl nahrazen Kaiem, který se dobrovolně přihlásil jako lídr skupiny. Krátce poté Gazette pod PS Company v květnu vydali první EP s názvem Cockayne Soup. Své první turné začali se skupinou Hanamuke a během něj skupiny spolupracovaly na dvou písních.
Druhé turné následovalo se skupinou Vidoll. Spolu s Vidoll byli uvedeni v listopadovém vydání magazínu Cure, který byl zaměřen na visual kei skupiny.
28. prosince Gazette vystupovali na Beauti-fool's Feste magazínu Fool's Mate. Později bylo vystoupení vydáno i na DVD.
16. ledna 2004 skupina odehrála sólo vystoupení v Shibuya-AX, které bylo vydáno na DVD jako Tokyo Saihan-Judgment Day. 30. března vydali své páté EP - Madara (Skvrna), které dosáhlo druhé místo v hudebním žebříčku Oricon Indie Charts. 26. května následovalo DVD, které obsahovalo šest hudebních videí a studiové dokument. Ve stejném měsíci byli Gazette uvedeni i v magazínu Shoxx.
Druhé koncertní DVD, Heisei banka, bylo vydáno 25. srpna. Během září a října koncertovali Gazette také se skupinami z PS Company, Kra a BIS. Jejich první studiové album Disorder bylo vydáno 13. října a následně zařazeno do top 5 v Indies Oricon Daily Charts.

### 2005–2006:Nila turné Nameless Liberty Six Guns
Začátkem roku 2005 se Gazette pustili do jarního celo-japonského turné s názvem Standing Tour 2005 Maximum Royal Disorder. Finální koncert se uskutečnil 17. dubna v Šibuja kókaidó. 9. března vydala skupina novou píseň s názvem Reil. V červenci skupina vydala své šesté EP Gama (Žába), a opět se pustila do turné s názvem Standing Tour 2005 (Gama) the Underground Red Cockroach. 20. října Gazette vydali svou první fotoknihu, Verwelktes Gedicht, která zahrnovala i exkluzivní CD s písní Kare uta (japonsky 枯詩, v překladu Vysušená báseň). 7. prosince 2005 vydala skupina skladbu s názvem Cassis. Propagační video bylo natáčeno v Rakousku. 11. prosince vystupovali Gazette i s ostatními skupinami sdruženými pod PS Company na turné Peace and Smile Carnival 2005, aby oslavili 5. výročí vzniku PS Company.
Na začátku roku 2006 si skupina změnila jméno z japonských znaků na latinku – the GazettE – a 8. února vydala své druhé studiové album Nil. Krátce poté the GazettE provedli další japonské turné Standing Tour 2006 Nameless Liberty Six Guns, které zakončili koncertem v aréně Nippon Budókan. V květnu vydali své první kompilační album Dainihon itangeišateki nómiso gjaku kaiten zekkjó ongenšú, které obsahovalo písně vydané od roku 2002 do 2004. V dalším měsíci vydali své druhé souhrnné DVD Film Bug I., které obsahovalo hudební videa Reil, Cockroach, Cassis, Shadow VI II I, Silly God Disco a Taion. 26. července poprvé vystupovali mimo Asii, a to v Beethovenhalle v německém Bonnu. Koncerty byly organizovány ve spojitosti s německým conem Animagic.
6. srpna se uskutečnil festival nazvaný Gazerock Festival in Summer 06 (Burst into a Blaze) v Tokyo Big Sight West Hall. V srpnu bylo ohlášeno vydání dvou nových písní: Regret 25. října a Filth in the Beauty 1. listopadu. K propagaci písní ohlásili další turné, Tour 2006-2007 Decomposition Beauty. V jeho polovině oznámili, že finální koncert se bude konat v Aréně Jokohama.

### 2007–2009:Stacked RubbishaDim

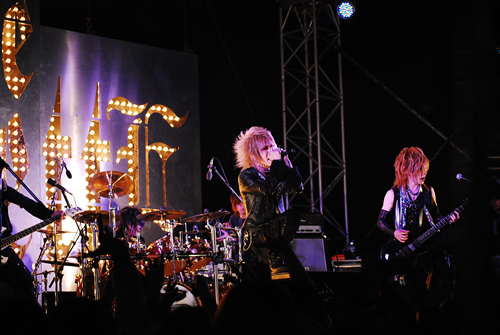
the GazettE v Tokiu, rok 2009

Píseň Hyena byla vydána začátkem roku 2007. Píseň Čizuru (japonsky 千鶴, v překladu Tisíc jeřábů) byla použita jako závěrečná píseň korejského hororu Apartment. 4. července následovalo třetí studiové album skupiny Stacked Rubbish. Už za den dosáhlo na druhé místo v žebříčku Oricon. Po albu následovalo dlouhé propagační turné s názvem Tour 2007–2008 Stacked Rubbish (Pulse Wriggling to Black), trvající od července 2007 do dubna 2008. Uprostřed října se the GazettE vydali na první evropské turné a vystupovali v Anglii, Finsku, Francii a v Německu. Finále se uskutečnilo v Kokuricu Jojogi kjógidžó 19. a 20. dubna 2008.
Na začátku roku 2008 the GazettE spolupracovali s japonským výrobcem šperků GemCerey. 13. února vydali píseň Guren (japonsky 紅蓮, Purpurový lotos), která dosáhla na první místo v žebříčku Oricon. 6. srpna bylo vydáno DVD z velkého finále koncertní šňůry Stacked Rubbish (Repeated countless Error) v Národní sportovní hale v Jojogi. Píseň Leech, vydaná 12. listopadu, také dosáhla na 1. místo v žebříčku Oricon. 14. července skupina vystoupila na události Music Japan 2008 (televizní program na NHK) s dalšími skupinami jako Alice Nine, Plastic Tree, LM.C a Mucc.
23. srpna the GazettE organizovali festival s názvem Gazerock Festival in Summer 08 (Burst into a Blaze) ve Fuji-Q Conifer Forest.
Během října byla skupina na turné pro fankluby s názvem Standing Live Tour 08 (From the Distorted City); název odkazuje na píseň Distorted Daytime, která zobrazuje Tokio jako „zdeformované město“ v souvislosti se sociálními a politickými krizemi, které zasahují Japonsko.
15. listopadu 2008 the GazettE realizovali svou první tajnou show na stanici Šindžuku. Původně se očekávalo kolem 250 lidí, ale zúčastnilo se jí více než 700. Kvůli velkému množství lidí na ulicích byla policie nucena zrušit akci již po dvou skladbách.
3. ledna 2009 vystupovali the GazettE spolu s ostatními skupinami vydavatelství PS Company na turné Peace and Smile Carnival 2009 v Nippon Budókan při příležitosti 10. výročí založení PS Company. Právě tam oznámili, že 25. března bude vydána nová píseň s názvem Distress and Coma. Vydání předcházel projev s názvem Live 09 (7-Seven-) na oslavu 7. výročí založení skupiny v Makuhari Messe.
15. července vydala skupina svoje čtvrté studiové album Dim, po němž následovalo další celojaponské turné začínající v létě. Finální koncert se uskutečnil 5. září v Saitama Super Arena. 7. října vydali píseň Before I Decay. Následně the GazettE vystoupili na V'Rock Festival 2009 v Makuhari Messe, který se konal 24. října.
V prosinci na Štědrý den uskutečnili vánoční koncert s názvem Live 09 (A Hymn of the Crucifixion) v Tokyo Big Sight.

### 2010–2011: Změna vydavatele aToxic
17. března se skupina pustila do turné Standing Live Tour 10 (The End of Stillness) v Zepp Tokyo. Po skončení fanklub turné ohlásili tvorbu nové písně a další turné s názvem Tour 10 Nameless Liberty Six Bullets. Turné začalo v červenci dvěma po sobě následujícími nočními koncerty v Nippon Budókan. Mezi všemi těmito událostmi skupina zveřejnila, že přestoupí z King Records do Sony Music Records. Shiver byla první písní pod novou značkou, navíc byla vybrána jako úvodní znělka pro anime seriál Kurošicudži II. Pod hlavičkou Sony 4. srpna 2010 vydali své 3. souhrnné DVD, Film Bug II, které obsahuje deset videoklipů od Regret až po Before I Decay.
Hned po vydání skladby Shiver skupina oznámila, že konec Tour 10 Nameless Liberty Six Bullets se bude konat v Tokyo Dome a budou vydány další 2 singly: Red a Pledge.
V březnu 2011 se skupina pustila do dalšího turné pouze pro fankluby: Live Tour 11 (Two Concept Eight Nights -Abyss / Lucy-) a 9th Birth (Day 9 -Nine-) v Zepp Tokyo. 23. března mělo být vydáno kompilační album Traces Best of 2005-2009 a DVD z koncertu The Nameless Liberty ze dne 26. prosince 2010 v Tokyo Dome, ovšem kvůli zemětřesení v Japonsku obojí vyšlo až 6. dubna.
25. května 2011 vyšel nový singl Vortex. V červenci 2011 se Ruki a Aoi připojili k PS Carnival Tour 2011 Summer 7 Days v Šibuji. Ruki byl v dočasné skupině s názvem Lu / V a Aoi byl v dočasné skupině, která byla pojmenována Aoi with Bon: CRA-z. the GazettE také vystupovali na festivalu 2011 Summer Sonic Festival, který se konal 13. a 14. srpna v Ósace a Tokiu. 18. září skupina vystupovala na Inazuma Rock Festival 2011 s T.M.Revolution.
the GazettE oznámili vydání nové písně Remember the Urge (31. srpen), nového alba Toxic (5. říjen) a turné pojmenovaného Live Tour 11 Venomous Cell. Turné odstartovalo 10. října v International Forum Hall A. Skupina vystoupila v 27 městech a do konce roku odehrála 28. představení. 14. ledna se uskutečnilo velké finále v Aréně Yokohama s titulním názvem Tour 11-12 Venomous Cell -the Finale- Omega. 3. října byli the GazettE oceněni jako „Nejžádanější umělci roku 2010“ od J-Melo Awards 2011.

### 2012:Divisiona turné Groan of Diplosomia
Na závěrečném koncertě turné Venmous Cell the GazettE oznámili, že na oslavu jejich desátého výročí se uskuteční koncert s názvem Standing Live 2012 10th Anniversary -The Decade- a bude se konat 10. března 2012 v Makuhari Messe. Záznam tohoto vystoupení byl vydán i na DVD.
24. února získala skupina již druhé ocenění od J-Melo Awards jako „Nejžádanější umělci roku 2012“.
the GazettE také oznámili vydání nového alba Division. V Japonsku vyšlo album 29. srpna, v Evropě 1. října (přes JPU Records). Na jeho propagaci skupina zahájila celonárodní turné Live Tour 12 -Division- Groan of Diplosomia 01, které odstartovalo 8. října a skončilo 29. listopadu. Ještě předtím se pustila do turné jen pro členy fanklubů s názvem Standing Live Tour 12 -Heresy Presents- Heterodoxy. Odstartovalo 4. července a skončilo 29. srpna. 4. srpna the GazettE vystoupili na A-Nation Musicweek 2012 v Národní sportovní hale v Jojogi. 16. a 17. září vystupovali na Kišidan banpaku 2012 v Čibě. 11. října se připojili k hudebnímu festivalu Rising Sun Rock Festival 2012 v Ezo.

### 2013:Beautiful Deformitya turné Magnificent Malformed Box
První turné v roce 2013 neslo název Live Tour 13 Division Groan of Diplosomia 02., odstartovalo 2. února v Sapporo šimin hóru a završeno bylo 10. března výročním koncertem Gazette Live Tour 12-13 Division Groan of Diplosomia Melt v Saitama Super Arena. 26. června bylo vydáno DVD, které obsahuje záznam z tohoto finálního koncertu a nese stejnojmenný název.
the Gazette také vystoupili na ruském rockovém festivalu Kubáň, který se již popáté uskutečnil v Anapě u Černého moře. Festival se konal od 1. do 7. srpna a hostil hvězdy jako Die Ärzte, Scooter, Guano Apes, Bullet for My Valentine, System of a Down a mnoho dalších. Pro the GazettE to bylo první vystoupení v Rusku a poprvé v zámoří od jejich evropského turné v roce 2007.
21. srpna byl vydán nový singl Fadeless, který okamžitě dosáhl velkého úspěchu. V říjnu bylo vydáno nové album s názvem Beautiful Derormity a propagováno bylo na turné The GazettE Live Tour 13 Beautiful Deformity Magnificent Malformed Box, které začalo 2. listopadu a skončilo 28. prosince.
the GazettE také uskutečnili světové turné, které začalo v Latinské Americe (Mexiko, Chile, Argentina a Brazílie) a pokračovalo v Evropě. Skupina odehrála dva koncerty ve Francii (Toulouse, Paříž), dvě v Německu (Dortmund, Mnichov) a jeden ve Finsku (Helsinky).

### 2015-2016: Projekt "Dark Age"
10. března 2015 skupina oslavila 13. výročí od založení koncertem v Nippon Budokan. Po oslavě výročí oznámili projekt "Dark Age", obsahující 13 aktů včetně předehry a velkého finále. Prvním aktem bylo vydání alba "Dogma", druhým turné "Dogmatic -Un-" propagující toto album. Třetím aktem se stalo vydání singlu "Ugly" dne 18.11.2015. Čtvrtým aktem poté další turné, nesoucí název "Dogmatic -Due-". Pátý akt bylo zakončení japonské větve turné - "Dogmatic Tour Final" které se uskutečnilo 28.02.2016 v Yoyogi National Gymnasium. 
Sedmým aktem byly koncerty v USA a Kanadě, poté v Taiwanu a Číně (8. akt), a dále ve Francii, Německu, Finsku a Rusku (9. akt). Desátým aktem se stalo vydání DVD "Dogmatic -final-". Závěrečným aktem bylo další japonské turné, nesoucí název "Dogmatic -Another Fate-"

### 2018-2019: Ninth, Turné a odchod z PS Company
10. března 2018. v den 16. výročí, skupina vydala singl Falling. Následovalo deváté album "Ninth", vydané 13. června. Album se umístilo v rockovém žebříčku iTunes na prvním místě v Bělorusku, Finsku, Francii, Rakousku, Polsku, Turecku a Švédsku. V Bulharsku, Německu, Itálii, Nizozemsku, Portugalsku, Rusku, Slovensku a Španělsku se poté umístilo v prvních deseti příčkách.
29. června 2018 kapela oznámila odchod od PS Company a založení vlastní společnosti - "HERESY Inc.".
19. července 2018 odstartovali první fázi Ninth turné (LIVE TOUR 18-19 PHASE #01: PHENOMENON) v Japonsku. Tato fáze skončila 4. září 2018.
6. října započala druhá fáze japonského turné (LIVE TOUR 18-19 THE NINTH PHASE #02: ENHANCEMENT), kde byla oznámena čtvrtá fáze.
Třetí fáze začala 30. dubna 2019, turné se tentokrát odehrávalo v malých klubech (LIVE TOUR 18-19 THE NINTH PHASE #03: 激情は獰猛～GEKIJOU WA DOUMOU～).
Čtvrtou fází bylo světové turné "WORLD TOUR 19 THE NINTH PHASE #04 -99.999-", se kterým kapela navštívila země jako USA, Kanadu, Mexiko, Argentinu, Chile, Brazílii, Spojené království, Francii, Německo a Rusko.

### 2021: Mass
29.01.2021 skupina oznámila návrat a oslavu 19. výročí a vydání nového alba, nesoucího název "Mass".  K tomu vyšel 9.3. klip k titulní písni "Blinding Hope". Vydání alba je plánováno na květen 2021.
15.04.2024 náhle zemřel baskytarista a zakládající člen Reita.

## Členové

### Současní členové
- Ruki (ルキ) – zpěv, rytmická kytara (2002–)
- Uruha (麗) – kytara (2002–)
- Aoi (葵) – kytara, akustická kytara, doprovodný zpěv (2002–)
- Kai (戒) – bicí, doprovodný zpěv (2003–)

### Bývalí členové
- June (由寧) – bicí (2002–2003)
- Reita (れいた) – basová kytara, klavír (pouze studiových) (2002-†2024)

## Diskografie
Studiová alba
| Název               | Datum vydání | Vydavatelství | Umístění v žebříčku Oricon |
| ------------------- | ------------ | ------------- | -------------------------- |
| Disorder            | 13.10.2004   | PS Company    | 19                         |
| Nil                 | 8.2.2006     | King Records  | 4                          |
| Stacked Rubbish     | 4.7.2007     | King Records  | 3                          |
| Dim                 | 15.7.2009    | King Records  | 5                          |
| Toxic               | 5.10.2011    | Sony Music    | 6                          |
| Division            | 29.8.2012    | Sony Music    | 4                          |
| Beautiful Deformity | 23.10.2013   | Sony Music    | 8                          |
| Dogma               | 26.08.2015   | Sony Music    | 3                          |
| Ninth               | 13.06.2018   | Sony Music    | 3                          |
| Mass                | 26.05.2021   | Sony Music    |                            |

EP
| Název                                                                  | Datum vydání | Vydavatelství | Umístění v žebříčku Oricon |
| ---------------------------------------------------------------------- | ------------ | ------------- | -------------------------- |
| Cockayne Soup                                                          | 28.5.2003    | PS Company    | 99                         |
| Akujúkai (悪友會~あくゆうかい~, v překladu Setkání špatné společnosti) | 25.7.2003    | PS Company    | 100                        |
| Spermargarita (スペルマルガリィタ)                                     | 30.8.2003    | PS Company    | 78                         |
| Hankó seimeibun (犯行声明文, List odpovědnosti)                        | 1.8.2003     | PS Company    | 62                         |
| Madara                                                                 | 30.3.2004    | PS Company    | 38                         |
| Gama                                                                   | 3.8.2005     | PS Company    | 24                         |

Singly
| Název                                                      | Datum vydání | Vydatelství  |
| ---------------------------------------------------------- | ------------ | ------------ |
| Wakaremiči                                                 | 30.4.2002    | Matina       |
| Kičiku kjóši (32sai dokušin) no nósacu kóza                | 30.8.2002    | Matina       |
| Gesen 0-dži no Trauma Radio                                | 1.11.2003    | PS Company   |
| Zakurogata no júucu (ザクロ型の憂鬱)                       | 28.7.2004    | PS Company   |
| Zecu                                                       | 28.7.2004    | PS Company   |
| Miseinen                                                   | 28.7.2004    | PS Company   |
| Dainippon itangeišateki nómiso čuzuri zeččó zekkei ongenšú | 28.7.2004    | PS Company   |
| Reil                                                       | 9.3.2005     | PS Company   |
| Cassis                                                     | 7.12.2005    | King Records |
| Regret                                                     | 25.10.2006   | King Records |
| Filth in the Beauty                                        | 1.11.2006    | King Records |
| Hyena                                                      | 7.2.2007     | King Records |
| Guren (japonsky 紅蓮, Purpurový lotus)                     | 13.2.2008    | King Records |
| Leech                                                      | 12.11.2008   | King Records |
| Distress and Coma                                          | 25.3.2009    | King Records |
| Before I Decay                                             | 7.10.2009    | King Records |
| Shiver                                                     | 21.7.2010    | Sony Music   |
| Red                                                        | 22.9.2010    | Sony Music   |
| Pledge                                                     | 15.12.2010   | Sony Music   |
| Vortex                                                     | 25.5.2011    | Sony Music   |
| Remeber the Urge                                           | 31.8.2011    | Sony Music   |
| Fadeless                                                   | 21.8.2013    | Sony Music   |
| Ugly                                                       | 18.11.2015   | Sony Music   |
| Undying                                                    | 27.04.2016   | Sony Music   |
| Blinding Hope                                              | 10.03.2021   | Sony Music   |

Kompilační alba
| Název                                                     | Datum vydání | Vydavatelství |
| --------------------------------------------------------- | ------------ | ------------- |
| Dainihon itangeišateki nómiso gjaku kaiten zekkjó ongenšú | 3.5.2006     | King Records  |
| Traces Best of 2005-2009                                  | 6.4.2011     | King Records  |
| Traces vol.2 - Ballad Best Album                          | 08.30.2017   | Sony Music    |

Přehledy

- Jógenkjó (妖幻鏡, Měsíc) (25. 12. 2002, Eternal) – (s písní Okuribi (おくり火))
- Kaleidoscope (1. 5. 2003, PS Company) – (s písněmi Back Drop Junkie [Nancy] a Akai wanpísu (赤いワンピース))
- Hanamuke & Gazette Live (男尻ツアーファイナル) (6. 5. 2003, PS Company) – (s písní Machibóke no kóen de (待ちぼうけの公園))
- Japanesque Rock Collectionz (28. července 2004) – (s písní Okuribi (おくり火))
- Rock Nippon šódžo nori ko Selection (ロックNIPPON東海林のり子セレクション) (24. ledna 2007) – (s písní Cassis)
- Fuck the Border Line (pocta Kurojume) (16. února 2011, Avex Trax) – (s písní C.Y.Head)
- Under Cover II (pocta T.M.Revolution) (27. února 2013) – (s písní Shakin' Love)

Knihy

- fotokniha Verwelktes Gedicht (20. října 2005, PS Company) - (s písní Kare uta (枯詩)
- kniha Nil Band Score (28. dubna 2006, King Records)
- kniha Dainippon itan geiša-teki nómiso gjaku kaiten zekkjó ongenšú Band Score (13. březba 2007, King Records)
- kniha Stacked Rubbish Band Score (1. března 2008, King Records)
- kniha Dim Band Score (14. září 2009, King Records)
- kniha Traces Best of 2005-2009 Band Score (1. října 2012, King Records)
- kniha Toxic Band Score (1. října 2012, Sony Music Entertainment Japan)
- kniha Division Band Score (3. února 2013, Sony Music Entertainment Japan)

Další vydání

- Doro darake no seišun. (japonsky 泥だらけの青春., v překladu Mládí pokryté bahnem.) – 8. října 2003
- Džújonsai no naifu (japonsky 十四歳のナイフ, v překladu Čtrnáctiletý nůž) – 11. září 2004, King Records
- Čigire (japonsky チギレ, v překladu Rozsápán) – 10. srpna 2005, King Records

## Videografie
DVD (koncerty)

| Název | Datum vydání       | Vydavatelství | Umístění v žebříčku Oricon |
| --- | ------------------ | ------------- | -------------------------- |
| Matina sai šusu: Final Prelude (různí interpreti)                                                                            | 10. dubna 2003     | Matina        |                            |
| Tókjó saiban: Judgment Day                                                                                                   | 28. dubna 2004     | PS Company    | 33                         |
| Madara | 26. května 2004    | PS Company    | 54                         |
| Heisei banka (平成挽歌) | 25. srpna 2004     | PS Company    | 45                         |
| Peace & Smile Carnival Tour 2005 (~笑顔でファッキュー~)                                                                      | 2006               | King Records  | 83                         |
| Standing Tour 2005 Final [M.R.D] at 2005.4.17 Shibuya Kokaido Live (渋谷公会堂)                                              | 6. července 2005   | PS Company    |                            |
| Standing Live Tour 2006 [Nameless Liberty.Six Guns...] Tour Final at Nippon Budokan (日本武道館)                             | 6. září 2006       | King Records  | 9                          |
| Tour 2006-2007 [Decomposition Beauty] Final Meaningless Art That People Showed at Yokohama Arena                             | 13. června 2007    | King Records  | 5                          |
| Tour 2007-2008 Stacked Rubbish Grand Finale [Repeated Countless Error] in Yoyogi National Gymnasium                          | 6. srpna 2009      | King Records  | 3                          |
| Peace & Smile Carnival Tour 2009 at Nippon Budokan (日本武道館)                                                              | 15. dubna 2009     | King Records  | 7                          |
| Tour09 -Dim Scene- Final at Saitama Super Arena                                                                              | 16. prosince 2009  | King Records  | 13                         |
| The Nameless Liberty 10.12.26 at Tokyo Dome                                                                                  | 6. dubna 2011      | Sony Music    | 10                         |
| Tour11-12 Venomous Cell Finale Omega Live at 01.14 Yokohama Arena                                                            | 9. března 2012     | Sony Music    | 1                          |
| The Gazette 10th Anniversary The Decade at 03.10 Makuhari Messe                                                              | 9. ledna 2013      | Sony Music    | 4                          |
| Live Tour 12-13 [Division] Final Melt Live at 03.10 Saitama Super Arena                                                      | 26. června 2013    | Sony Music    | 10                         |
| The Gazette World Tour 13 Documentary                                                                                        | 26. února 2014     | Sony Music    | 6                          |
| Live Tour 13-14 [Magnificent Malformed Box] Final Coda Live at 01.11 Yokohama Arena                                          | 21. května 2014    | Sony Music    | 3                          |
| Standing Live Tour 14 HERESY LIMITED－ 再 定 義 －Complete Box                                                               | 11. března 2015    | Sony Music    | 34                         |
| the GazettE LIVE TOUR 15-16 DOGMATIC FINAL -漆黒- LIVE AT 02.28 国立代々木競技場第一体育館(初回生産限定盤)                   | 21. listopadu 2016 | Sony Music    | 2                          |
| The Gazette World Tour 16 Documentary Dogmatic -Trois-                                                                       | 25. ledna 2017     | Sony Music    | 25                         |
| HALLOWEEN NIGHT 17 THE DARK HORROR SHOW SPOOKY BOX 2 アビス -ABYSS- LUCY -ルーシー- LIVE AT 10.30 AND 10.31 TOYOSU PIT TOKYO | 28. února 2018     | Sony Music    | 10                         |

Souhrnná PV

| Název        | Datum vydání      | Vydavatelství | Umístění v žebříčku Oricon |
| ------------ | ----------------- | ------------- | -------------------------- |
| Film Bug I   | 7. června 2006    | King Records  | 10                         |
| Film Bug II  | 4. srpna 2010     | King Records  | 7                          |
| Film Bug III | 24. prosince 2014 | Sony Music    | 25                         |